# Olympische Winterspiele 1994/Teilnehmer (Deutschland)
| Gelbes Symbol für Goldmedaillen mit stilisierten Olympischen Ringen | Graues Symbol für Silbermedaillen mit stilisierten Olympischen Ringen | Braundes Symbol für Bronzemedaillen mit stilisierten Olympischen Ringen |
| ------------------------------------------------------------------- | --------------------------------------------------------------------- | ----------------------------------------------------------------------- |
| 9                                                                   | 7                                                                     | 8                                                                       |

Deutschland nahm an den Olympischen Winterspielen 1994 im norwegischen Lillehammer mit einer Delegation von 112 Athleten, 79 Männer und 33 Frauen, teil.
Der Biathlet Mark Kirchner trug die Flagge Deutschlands während der Eröffnungsfeier im Skisprungstadion.

## Medaillen
Das deutsche Team belegte im Medaillenspiegel den dritten Platz. Die erfolgreichsten Teilnehmer waren Markus Wasmeier und Jens Weißflog mit jeweils zwei Goldmedaillen.

### Medaillenspiegel
| Rang   | Sportart       | Gold | Silber | Bronze | Gesamt |
| ------ | -------------- | ---- | ------ | ------ | ------ |
| 1      | Ski Alpin      | 3    | 1      | —      | 4      |
| 2      | Skispringen    | 2    | —      | 1      | 3      |
| 3      | Biathlon       | 1    | 3      | 2      | 6      |
| 4      | Eisschnelllauf | 1    | 2      | 3      | 6      |
| 5      | Rennrodeln     | 1    | 1      | 1      | 3      |
| 6      | Bob            | 1    | —      | 1      | 2      |
| Gesamt | Gesamt         | 9    | 7      | 8      | 24     |

### Medaillengewinner
| Name/n                                                          | Sportart       | Wettkampf                 |
| --------------------------------------------------------------- | -------------- | ------------------------- |
| Gold                                                            |                |                           |
| Ricco Groß Frank Luck Mark Kirchner Sven Fischer                | Biathlon       | Männer 4 × 7,5 km Staffel |
| Harald Czudaj Karsten Brannasch Olaf Hampel Alexander Szelig    | Bob            | Viererbob                 |
| Claudia Pechstein                                               | Eisschnelllauf | 5000 m                    |
| Georg Hackl                                                     | Rennrodeln     | Einsitzer                 |
| Markus Wasmeier                                                 | Ski Alpin      | Super-G                   |
| Markus Wasmeier                                                 | Ski Alpin      | Riesenslalom              |
| Katja Seizinger                                                 | Ski Alpin      | Abfahrt                   |
| Jens Weißflog                                                   | Skispringen    | Großschanze               |
| Jens Weißflog Dieter Thoma Hansjörg Jäkle Christof Duffner      | Skispringen    | Mannschaftsspringen       |
| Silber                                                          |                |                           |
| Ricco Groß                                                      | Biathlon       | 10 km Sprint              |
| Frank Luck                                                      | Biathlon       | 20 km Einzel              |
| Uschi Disl Antje Harvey Simone Greiner-Petter-Memm Petra Schaaf | Biathlon       | 4 × 7,5 km Staffel        |
| Anke Baier                                                      | Eisschnelllauf | 1000 m                    |
| Gunda Niemann                                                   | Eisschnelllauf | 5000 m                    |
| Susi Erdmann                                                    | Rennrodeln     | Einsitzer                 |
| Martina Ertl                                                    | Ski Alpin      | Riesenslalom              |
| Bronze                                                          |                |                           |
| Sven Fischer                                                    | Biathlon       | 20 km Einzel              |
| Uschi Disl                                                      | Biathlon       | 15 km Einzel              |
| Wolfgang Hoppe Ulf Hielscher René Hannemann Carsten Embach      | Bob            | Viererbob                 |
| Franziska Schenk                                                | Eisschnelllauf | 500 m                     |
| Gunda Niemann                                                   | Eisschnelllauf | 1500 m                    |
| Claudia Pechstein                                               | Eisschnelllauf | 3000 m                    |
| Stefan Krauße Jan Behrendt                                      | Rennrodeln     | Doppelsitzer              |
| Dieter Thoma                                                    | Skispringen    | Normalschanze             |

## Teilnehmer nach Sportarten

### Biathlon
Sowohl die Damen als auch die Herren knüpften an die Erfolge der letzten Olympischen Winterspiele an, so gewannen beide Staffeln Medaillen, außerdem gab es drei Einzelmedaillen.
| Athleten                                                        | Wettbewerbe        | Zeit        | Fehler      | Rang   |
| --------------------------------------------------------------- | ------------------ | ----------- | ----------- | ------ |
| Frauen                                                          |                    |             |             |        |
| Uschi Disl                                                      | 7,5 km Sprint      | 27:04,1 min | 2 (1+1)     | 13     |
| Uschi Disl                                                      | 15 km Einzel       | 53:15,3 min | 3 (2+0+0+1) | Bronze |
| Simone Greiner-Petter-Memm                                      | 7,5 km Sprint      | 26:46,5 min | 3 (3+0)     | 8      |
| Simone Greiner-Petter-Memm                                      | 15 km Einzel       | 58:06,5 min | 7 (1+2+2+2) | 36     |
| Antje Harvey                                                    | 7,5 km Sprint      | 27:46,5 min | 3 (0+3)     | 26     |
| Antje Harvey                                                    | 15 km Einzel       | 54:12,4 min | 3 (0+1+0+2) | 9      |
| Petra Schaaf                                                    | 7,5 km Sprint      | 26:33,6 min | 2 (2+0)     | 5      |
| Petra Schaaf                                                    | 15 km Einzel       | 54:52,9 min | 5 (2+2+0+1) | 15     |
| Uschi Disl Antje Harvey Simone Greiner-Petter-Memm Petra Schaaf | 4 × 6 km Staffel   | 1:51:16,5 h | 6 (3+3)     | Silber |
| Männer                                                          |                    |             |             |        |
| Sven Fischer                                                    | 10 km Sprint       | 29:16,0 min | 1 (1+0)     | 7      |
| Sven Fischer                                                    | 20 km Einzel       | 57:41,9 min | 2 (0+2+0+0) | Bronze |
| Ricco Groß                                                      | 10 km Sprint       | 28:13,0 min | 0 (0+0)     | Silber |
| Mark Kirchner                                                   | 10 km Sprint       | 29:51,7 min | 2 (1+1)     | 12     |
| Mark Kirchner                                                   | 20 km Einzel       | 59:16,4 min | 4 (1+1+0+2) | 7      |
| Frank Luck                                                      | 10 km Sprint       | 29:09,7 min | 2 (1+1)     | 6      |
| Frank Luck                                                      | 20 km Einzel       | 57:28,7 min | 3 (0+2+0+1) | Silber |
| Jens Steinigen                                                  | 20 km Einzel       | 58:18,1 min | 2 (0+0+2+0) | 5      |
| Ricco Groß Frank Luck Mark Kirchner Sven Fischer                | 4 × 7,5 km Staffel | 1:30:22,1 h | 0 (0+0)     | Gold   |

### Bob
Deutschland gewann dieses Mal zwei Medaillen im Viererbob, im Zweierbob verpasste man die Medaillenränge.
| Athleten                                                     | Wettbewerb | Lauf 1  | Lauf 1 | Lauf 2  | Lauf 2 | Lauf 3  | Lauf 3 | Lauf 4  | Lauf 4 | Gesamt      | Gesamt |
| Athleten                                                     | Wettbewerb | Zeit    | Rang   | Zeit    | Rang   | Zeit    | Rang   | Zeit    | Rang   | Zeit        | Rang   |
| ------------------------------------------------------------ | ---------- | ------- | ------ | ------- | ------ | ------- | ------ | ------- | ------ | ----------- | ------ |
| Männer                                                       |            |         |        |         |        |         |        |         |        |             |        |
| Josef Dostthaler Bogdan Musiol                               | Zweierbob  | 53,02 s | 14     | 53,48 s | 15     | 53,10 s | 10     | 53,24 s | 6      | 3:32,84 min | 12     |
| Rudi Lochner Markus Zimmermann                               | Zweierbob  | 52,74 s | 7      | 53,09 s | 5      | 52,76 s | 3      | 53,19 s | 4      | 3:31,78 min | 4      |
| Harald Czudaj Karsten Brannasch Olaf Hampel Alexander Szelig | Viererbob  | 51,67 s | 1      | 51,88 s | 2      | 52,07 s | 2      | 52,16 s | 3      | 3:27,78 min | Gold   |
| Wolfgang Hoppe Ulf Hielscher René Hannemann Carsten Embach   | Viererbob  | 51,82 s | 5      | 51,91 s | 3      | 52,14 s | 3      | 52,14 s | 2      | 3:28,01 min | Bronze |

### Eishockey
Nachdem sie in der Gruppenphase noch den zweiten Platz belegen konnte, unterlag die deutsche Mannschaft im Viertelfinale den späteren Goldgewinnern aus Schweden klar und belegte letztendlich den siebten Platz unter zwölf Mannschaften. Trainiert wurde sie von Luděk Bukač und Franz Reindl.
| Wettbewerb        | Männer |
| ----------------- | --- |
| Spieler           | Rick Amann Jan Benda Thomas Brandl Benoît Doucet Georg Franz Jörg Handrick Dieter Hegen Josef Heiß Uli Hiemer Raimund Hilger Torsten Kienass Wolfgang Kummer Mirko Lüdemann Jörg Mayr Klaus Merk Jayson Meyer Andreas Niederberger Helmut de Raaf Michael Rumrich Alexander Serikow Leo Stefan Bernd Truntschka Stefan Ustorf |
| Trainer           | Luděk Bukač |
| Vorrunde          | Österreich 4:3 (1:1, 0:0, 3:2) Norwegen 2:1 (1:0, 1:1, 0:0) Tschechien 0:1 (0:0, 0:0, 0:1) Russland 4:2 (2:0, 1:1, 1:1) Finnland 1:7 (0:3, 0:2, 1:2) |
| Viertelfinale     | Schweden 0:3 (0:0, 0:1, 0:2) |
| Platzierungsrunde | Slowakei 5:6 n. V. (3:0, 0:3, 2:2, 0:1) |
| Spiel um Platz 7  | Vereinigte Staaten 4:3 (1:1, 1:1, 2:1) |
| Platzierung       | 7 |

### Eiskunstlauf
Katarina Witt feierte in Lillehammer ihr Comeback. Sie konnte zwar nicht an alte Erfolge anknüpfen, doch belegte sie, wie auch Tanja Szewczenko einen einstelligen Platz. Die Paare schnitten weniger erfolgreich ab.
| Athleten                              | Wettbewerbe | Pflichttanz 1 | Pflichttanz 1 | Pflichttanz 2 | Pflichttanz 2 | Originaltanz | Originaltanz | Kurzprogramm | Kurzprogramm | Kür/Kürtanz | Kür/Kürtanz | Gesamt    | Gesamt |
| Athleten                              | Wettbewerbe | Bewertung     | Rang          | Bewertung     | Rang          | Bewertung    | Rang         | Bewertung    | Rang         | Bewertung   | Rang        | Bewertung | Rang   |
| ------------------------------------- | ----------- | ------------- | ------------- | ------------- | ------------- | ------------ | ------------ | ------------ | ------------ | ----------- | ----------- | --------- | ------ |
| Frauen                                |             |               |               |               |               |              |              |              |              |             |             |           |        |
| Tanja Szewczenko                      | Einzel      | –             | –             | –             | –             | –            | –            | 2,5          | 5            | 6,0         | 6           | 8,5       | 6      |
| Katarina Witt                         | Einzel      | –             | –             | –             | –             | –            | –            | 3,0          | 6            | 8,0         | 8           | 11,0      | 7      |
| Mixed                                 |             |               |               |               |               |              |              |              |              |             |             |           |        |
| Jennifer Goolsbee Hendryk Schamberger | Eistanz     | 1,8           | 9             | 1,8           | 9             | 5,4          | 9            | –            | –            | 9,0         | 9           | 18,0      | 9      |
| Anuschka Gläser Axel Rauschenbach     | Paarlauf    | –             | –             | –             | –             | –            | –            | 6,0          | 12           | 13,0        | 13          | 19,0      | 13     |
| Peggy Schwarz Alexander König         | Paarlauf    | –             | –             | –             | –             | –            | –            | 3,5          | 7            | 8,0         | 8           | 11,5      | 7      |
| Mandy Wötzel Ingo Steuer              | Paarlauf    | –             | –             | –             | –             | –            | –            | 4,0          | 8            | DNF         | DNF         | DNF       |        |

### Eisschnelllauf
Über alle fünf Distanzen gewannen die deutschen Frauen mindestens eine Medaille. Franziska Schenk hatte über 500 Meter nur eine Hundertstelsekunde Vorsprung auf Rang 4, über 1000 Meter verpasste sie Bronze um drei Hundertstelsekunden. Die Männer waren weit weniger erfolgreich, nur zwei Läufer konnten einstellige Platzierungen verbuchen.
| Athleten             | Wettbewerbe | Zeit         | Rang   |
| -------------------- | ----------- | ------------ | ------ |
| Frauen               |             |              |        |
| Ulrike Adeberg       | 1500 m      | 2:06,40 min  | 14     |
| Anke Baier           | 500 m       | 40,59 s      | 15     |
| Anke Baier           | 1000 m      | 1:20,12 min  | Silber |
| Anke Baier           | 1500 m      | 2:05,97 min  | 11     |
| Monique Garbrecht    | 500 m       | 39,95 s      | 6      |
| Monique Garbrecht    | 1000 m      | 1:20,32 min  | 5      |
| Angela Hauck         | 500 m       | 40,38 s      | 12     |
| Angela Hauck         | 1000 m      | 1:20,93 min  | 12     |
| Gunda Niemann        | 1500 m      | 2:03,41 min  | Bronze |
| Gunda Niemann        | 3000 m      | DNF          | DNF    |
| Gunda Niemann        | 5000 m      | 7:14,88 min  | Silber |
| Claudia Pechstein    | 3000 m      | 4:18,34 min  | Bronze |
| Claudia Pechstein    | 5000 m      | 7:14,37 min  | Gold   |
| Franziska Schenk     | 500 m       | 39,70 s      | Bronze |
| Franziska Schenk     | 1000 m      | 1:20,25 min  | 4      |
| Heike Warnicke       | 1500 m      | 2:09,53 min  | 26     |
| Heike Warnicke       | 3000 m      | 4:28,43 min  | 15     |
| Männer               |             |              |        |
| Peter Adeberg        | 500 m       | 37,35 s      | 18     |
| Peter Adeberg        | 1000 m      | 1:14,15 min  | 13     |
| Peter Adeberg        | 1500 m      | 1:53,50 min  | 6      |
| Alexander Baumgärtel | 5000 m      | 6:59,64 min  | 23     |
| Frank Dittrich       | 5000 m      | 6:52,27 min  | 8      |
| Frank Dittrich       | 10.000 m    | 14:04,33 min | 6      |
| Lars Funke           | 500 m       | 37,80 s      | 28     |
| Lars Funke           | 1000 m      | 1:15,44 min  | 28     |
| Thomas Kumm          | 1500 m      | 1:55,35 min  | 19     |
| Thomas Kumm          | 5000 m      | 7:02,18 min  | 29     |
| Michael Spielmann    | 500 m       | 38,58 s      | 39     |
| Michael Spielmann    | 1000 m      | 1:15,41 min  | 27     |
| Michael Spielmann    | 1500 m      | 1:55,36 min  | 20     |
| Olaf Zinke           | 5000 m      | 1:54,66 min  | 13     |

### Freestyle-Skiing
Nachdem bereits 1992 die Buckelpiste offiziell olympisch wurde, kam 1994 auch das Springen hinzu. In beiden Disziplinen schaffte es jeweils eine Starterin unter die besten Zehn.
| Athleten            | Wettbewerbe | Qualifikation | Qualifikation | Finale        | Finale        | Rang |
| Athleten            | Wettbewerbe | Punkte        | Rang          | Punkte        | Rang          | Rang |
| ------------------- | ----------- | ------------- | ------------- | ------------- | ------------- | ---- |
| Frauen              |             |               |               |               |               |      |
| Birgit Stein        | Buckelpiste | 21,39         | 20            | ausgeschieden | ausgeschieden | 20   |
| Tatjana Mittermayer | Buckelpiste | 23,81         | 7             | 24,43         | 6             | 6    |
| Sonja Reichart      | Aerials     | 38,00         | 22            | ausgeschieden | ausgeschieden | 22   |
| Elfie Simchen       | Aerials     | 146,70        | 10            | 136,46        | 9             | 9    |
| Männer              |             |               |               |               |               |      |
| Klaus Weese         | Buckelpiste | 22,67         | 23            | ausgeschieden | ausgeschieden | 23   |

### Nordische Kombination
So wie zwei Jahre zuvor war Deutschland auch in Lillehammer von den Medaillenrängen weit entfernt.
| Athleten                                  | Wettbewerb                        | Skispringen | Skispringen | Langlauf    | Langlauf | Rang |
| Athleten                                  | Wettbewerb                        | Punkte      | Rang        | Zeit        | Rang     | Rang |
| ----------------------------------------- | --------------------------------- | ----------- | ----------- | ----------- | -------- | ---- |
| Männer                                    |                                   |             |             |             |          |      |
| Thomas Abratis                            | Gundersen-Wettkampf Normalschanze | 194,0       | 24          | 46:48,7 min | 22       | 22   |
| Roland Braun                              | Gundersen-Wettkampf Normalschanze | 209,0       | 12          | 47:30,0 min | 35       | 35   |
| Thomas Dufter                             | Gundersen-Wettkampf Normalschanze | 197,5       | 21          | 46:48,8 min | 23       | 23   |
| Falk Schwaar                              | Gundersen-Wettkampf Normalschanze | 168,5       | 44          | 49:36,8 min | 42       | 42   |
| Thomas Abratis Thomas Dufter Roland Braun | Teamwettbewerb                    | 595,0       | 8           | 1:38:25,4 h | 10       | 10   |

### Rennrodeln
Dieses Mal gewann Deutschland je eine Gold-, Silber- und Bronzemedaille im Rodeln.
| Athlet                      | Wettbewerb   | Lauf 1   | Lauf 1 | Lauf 2   | Lauf 2 | Lauf 3   | Lauf 3 | Lauf 4   | Lauf 4 | Gesamt       | Gesamt |
| Athlet                      | Wettbewerb   | Zeit     | Rang   | Zeit     | Rang   | Zeit     | Rang   | Zeit     | Rang   | Zeit         | Rang   |
| --------------------------- | ------------ | -------- | ------ | -------- | ------ | -------- | ------ | -------- | ------ | ------------ | ------ |
| Frauen                      |              |          |        |          |        |          |        |          |        |              |        |
| Jana Bode                   | Einsitzer    | 50,099 s | 18     | 49,296 s | 7      | 49,467 s | 14     | 49,239 s | 3      | 3:18,101 min | 14     |
| Susi Erdmann                | Einsitzer    | 48,989 s | 4      | 48,893 s | 2      | 49,340 s | 11     | 49,054 s | 2      | 3:16,276 min | Silber |
| Gabriele Kohlisch           | Einsitzer    | 48,988 s | 3      | 49,323 s | 9      | 49,301 s | 6      | 49,585 s | 15     | 3:17,197 min | 6      |
| Männer                      |              |          |        |          |        |          |        |          |        |              |        |
| Alexander Bau               | Einsitzer    | 51,020 s | 14     | 51,078 s | 13     | 50,885 s | 14     | 51,430 s | 17     | 3:24,413 min | 15     |
| Georg Hackl                 | Einsitzer    | 50,296 s | 1      | 50,560 s | 1      | 50,224 s | 2      | 50,491 s | 2      | 3:21,571 min | Gold   |
| Jens Müller                 | Einsitzer    | 50,563 s | 5      | 50,858 s | 9      | 50,297 s | 3      | 50,862 s | 11     | 3:22,580 min | 8      |
| Stefan Krauße Jan Behrendt  | Doppelsitzer | 48,364 s | 3      | 48,581 s | 3      | –        | –      | –        | –      | 1:36,945 min | Bronze |
| Steffen Skel Steffen Wöller | Doppelsitzer | 49,217 s | 15     | 49,091 s | 12     | –        | –      | –        | –      | 1:38,308 min | 14     |

### Ski Alpin
Bei den Frauen gab es Licht und Schatten: Die spätere Sportlerin des Jahres Katja Seizinger gewann Gold im Abfahrtski, konnte die drei anderen Wettbewerbe aber nicht erfolgreich beenden. Bei den Männern war Markus Wasmeier mit zwei Goldmedaillen am erfolgreichsten, andere Starter sind vorzeitig ausgeschieden.
| Athleten              | Wettbewerbe        | 1. Lauf     | 1. Lauf | 2. Lauf     | 2. Lauf | Gesamt      | Gesamt |
| Athleten              | Wettbewerbe        | Zeit        | Rang    | Zeit        | Rang    | Zeit        | Rang   |
| --------------------- | ------------------ | ----------- | ------- | ----------- | ------- | ----------- | ------ |
| Frauen                |                    |             |         |             |         |             |        |
| Martina Ertl          | Abfahrt            | –           | –       | –           | –       | 1:37,10 min | 4      |
| Martina Ertl          | Alpine Kombination | 1:29,38 min | 13      | 1:39,40 min | 6       | 3:08,78 min | 5      |
| Martina Ertl          | Riesenslalom       | 1:21,34 min | 5       | 1:10,85 min | 2       | 2:32,19 min | Silber |
| Martina Ertl          | Slalom             | 1:01,23 min | 16      | 58,42 s     | 15      | 1:59,65 min | 14     |
| Hilde Gerg            | Alpine Kombination | 1:29,02 min | 9       | 1:41,08 min | 11      | 3:10,10 min | 8      |
| Hilde Gerg            | Riesenslalom       | 1:21,00 min | 2       | DNF         | DNF     | DNF         | DNF    |
| Hilde Gerg            | Slalom             | 1:02,48 min | 26      | DNF         | DNF     | DNF         | DNF    |
| Hilde Gerg            | Super-G            | –           | –       | –           | –       | 1:23,63 min | 18     |
| Michaela Gerg-Leitner | Super-G            | –           | –       | –           | –       | 1:25,19 min | 31     |
| Katharina Gutensohn   | Abfahrt            | –           | –       | –           | –       | 1:38,14 min | 18     |
| Katharina Gutensohn   | Super-G            | –           | –       | –           | –       | 1:22,84 min | 6      |
| Christina Meier-Höck  | Riesenslalom       | 1:22,02 min | 11      | 1:13,20 min | 11      | 2:35,22 min | 10     |
| Edda Mutter           | Slalom             | DNF         | DNF     | DNF         | DNF     | DNF         | DNF    |
| Katja Seizinger       | Abfahrt            | –           | –       | –           | –       | 1:35,93 min | Gold   |
| Katja Seizinger       | Alpine Kombination | 1:27,28 min | 1       | DNF         | DNF     | DNF         | DNF    |
| Katja Seizinger       | Riesenslalom       | 1:21,62 min | 7       | DNF         | DNF     | DNF         | DNF    |
| Katja Seizinger       | Super-G            | DNF         | DNF     | DNF         | DNF     | DNF         | DNF    |
| Miriam Vogt           | Abfahrt            | –           | –       | –           | –       | 1:37,86 min | 12     |
| Miriam Vogt           | Alpine Kombination | 1:29,61 min | 15      | 1:40,53 min | 9       | 3:10,14 min | 9      |
| Miriam Vogt           | Slalom             | DNF         | DNF     | DNF         | DNF     | DNF         | DNF    |
| Männer                |                    |             |         |             |         |             |        |
| Tobias Barnerssoi     | Alpine Kombination | 1:40,56 min | 33      | 1:41,93 min | 14      | 3:22,49 min | 14     |
| Tobias Barnerssoi     | Riesenslalom       | 1:29,96 min | 15      | 1:24,53 min | 13      | 2:54,49 min | 15     |
| Tobias Barnerssoi     | Super-G            | DNF         | DNF     | DNF         | DNF     | DNF         | DNF    |
| Bernhard Bauer        | Slalom             | DNF         | DNF     | DNF         | DNF     | DNF         | DNF    |
| Armin Bittner         | Slalom             | DNF         | DNF     | DNF         | DNF     | DNF         | DNF    |
| Peter Roth            | Slalom             | 1:01,84 min | 3       | DNF         | DNF     | DNF         | DNF    |
| Hansjörg Tauscher     | Abfahrt            | –           | –       | –           | –       | 1:47,30 min | 25     |
| Hansjörg Tauscher     | Super-G            | –           | –       | –           | –       | 1:34,71 min | 21     |
| Markus Wasmeier       | Abfahrt            | –           | –       | –           | –       | 1:48,53 min | 36     |
| Markus Wasmeier       | Alpine Kombination | 1:39,04 min | 20      | DNF         | DNF     | DNF         | DNF    |
| Markus Wasmeier       | Riesenslalom       | 1:28,71 min | 3       | 1:23,75 min | 3       | 2:52,46 min | Gold   |
| Markus Wasmeier       | Super-G            | –           | –       | –           | –       | 1:32,53 min | Gold   |

### Skilanglauf
Deutschland war im Langlauf nur mit männlichen Athleten vertreten. Mit Abstand am erfolgreichsten war die Viererstaffel, die aber die Medaillenränge mit rund zwei Minuten Rückstand klar verpasste.
| Athleten                                                      | Wettbewerbe         | Zeit        | Rang |
| ------------------------------------------------------------- | ------------------- | ----------- | ---- |
| Männer                                                        |                     |             |      |
| Jochen Behle                                                  | 10 km Klassisch     | 25:29,4 min | 11   |
| Jochen Behle                                                  | 10/15 km Verfolgung | 38:03,1 min | 14   |
| Jochen Behle                                                  | 50 km Klassisch     | DNF         | DNF  |
| Johann Mühlegg                                                | 10 km Klassisch     | 25:50,6 min | 17   |
| Johann Mühlegg                                                | 10/15 km Verfolgung | 36:42,1 min | 8    |
| Johann Mühlegg                                                | 30 km Freistil      | 1:15:42,8 h | 9    |
| Janko Neuber                                                  | 10 km Klassisch     | 27:27,4 min | 61   |
| Janko Neuber                                                  | 10/15 km Verfolgung | 38:12,6 min | 35   |
| Janko Neuber                                                  | 30 km Freistil      | 1:19:57,5 h | 33   |
| Janko Neuber                                                  | 50 km Klassisch     | DNF         | DNF  |
| Torald Rein                                                   | 10 km Klassisch     | 26:38,7 min | 32   |
| Torald Rein                                                   | 10/15 km Verfolgung | 39:24,3 min | 38   |
| Peter Schlickenrieder                                         | 30 km Freistil      | 1:20:08,8 h | 35   |
| Peter Schlickenrieder                                         | 50 km Klassisch     | 2:25:22,4 h | 56   |
| Torald Rein Jochen Behle Peter Schlickenrieder Johann Mühlegg | 4 × 10 km Staffel   | 1:44:26,7 h | 4    |

### Skispringen
Die deutschen Skispringer konnten die Schlappe von Albertville wieder wett machen, zweimal wurde Gold gewonnen, einmal Bronze. Es waren die einzigen Medaillen, die Deutschland im nordischen Ski gewann. Jens Weißflog verpasste die Bronzemedaille auf der Normalschanze um einen halben Punkt.
| Athleten                                                   | Wettbewerb             | 1. Durchgang | 1. Durchgang | 1. Durchgang | 2. Durchgang | 2. Durchgang | 2. Durchgang | Gesamt | Gesamt |
| Athleten                                                   | Wettbewerb             | Weite        | Punkte       | Rang         | Weite        | Punkte       | Rang         | Punkte | Rang   |
| ---------------------------------------------------------- | ---------------------- | ------------ | ------------ | ------------ | ------------ | ------------ | ------------ | ------ | ------ |
| Männer                                                     |                        |              |              |              |              |              |              |        |        |
| Christof Duffner                                           | Normalschanze          | 88,5 m       | 110,5        | 29           | 92,5 m       | 119,0        | 14           | 229,5  | 18     |
| Christof Duffner                                           | Großschanze            | 122,5 m      | 120,5        | 6            | 107,5 m      | 92,5         | 14           | 213,0  | 11     |
| Hansjörg Jäkle                                             | Normalschanze          | 109,0 m      | 94,2         | 18           | 99,5 m       | 75,6         | 27           | 169,8  | 24     |
| Gerd Siegmund                                              | Normalschanze          | 94,5 m       | 123,5        | 8            | 92,0 m       | 119,5        | 12           | 243,0  | 11     |
| Dieter Thoma                                               | Normalschanze          | 98,5 m       | 127,5        | 7            | 102,5 m      | 133,0        | 2            | 260,5  | Bronze |
| Dieter Thoma                                               | Großschanze            | 112,5 m      | 102,0        | 15           | 106,5 m      | 90,7         | 15           | 192,7  | 15     |
| Jens Weißflog                                              | Normalschanze          | 98,0 m       | 132,0        | 5            | 96,5 m       | 128,0        | 5            | 260,0  | 4      |
| Jens Weißflog                                              | Großschanze            | 129,5 m      | 134,1        | 2            | 133,0 m      | 140,4        | 1            | 274,5  | Gold   |
| Jens Weißflog Dieter Thoma Hansjörg Jäkle Christof Duffner | Großschanze Mannschaft | –            | 486,8        | 1            | –            | 483,3        | 1            | 970,1  | Gold   |